# 李静轩
李静轩（1918年—1993年），男，直隶（今河北）深泽人，中华人民共和国政治人物，曾任新疆医学院党委书记，新疆维吾尔自治区政协副主席。